# John Kingston O’Donoghue
John Kingston O’Donoghue (* 6. Oktober 1894; † 1976) war ein britischer Diplomat.

## Leben und Tätigkeit
O’Donoghue wurde mit Ernennungsdatum vom 4. März 1915 in den britischen diplomatischen Dienst aufgenommen. Ab dem 2. Februar 1917 nahm er am Ersten Weltkrieg teil. Am 30. Oktober 1917 wurde er zum 2nd Lieutenant bei den Irish Rifles ernannt.
Nach dem Ende des Krieges kehrte O’Donoghue am 10. Februar 1919 ins Foreign Office zurück. Von Oktober 1921 bis Februar 1922 gehörte er der britischen Delegation bei der Abrüstungskonferenz in Washington, D.C. an. Mit Wirkung zum 1. Januar 1920 war O’Donoghue zuvor turnusmäßig in den Rang eines Junior Executive im diplomatischen Dienst aufgerückt.
Am 11. Dezember 1924 wurde O’Donoghue zum Archivar bei der britischen Botschaft in Berlin ernannt. Nach dem Ausbruch des Zweiten Weltkriegs wurde er ab dem 6. September 1939 als Higher Executive Officer im Foreign Office beschäftigt.
Als Geheimnisträger, der wahrscheinlich intime Kenntnisse über die Aktivitäten der britischen Botschaft in Berlin bis 1939 besaß, wurde O’Donoghue von den nationalsozialistischen Polizeiorganen auf die Sonderfahndungsliste G.B. gesetzt, ein Verzeichnis von Personen, die im Falle einer erfolgreichen Invasion und Besetzung der britischen Insel durch die Wehrmacht mit besonderer Priorität von Sonderkommandos der SS ausfindig gemacht und verhaftet werden sollten.
Am 1. August 1944 wurde O’Donoghue im Rang eines Acting Senior Executive Officer der alliierten Kommission für Deutschland zugeteilt. Am 25. April 1945 wurde er zum Acting Principal befördert.
Nach einer kurzzeitigen Rückversetzung ins Foreign Office zum 1. Januar 1947 wurde O’Donoghue als Geschäftsführender Generalkonsul (Acting Consul-General) nach Rio de Janeiro entsandt. Wenige Monate später, am 30. Oktober 1947, erfolgte seine Ernennung zum britischen Konsul in New York. Bereits am 20. Juni 1947 war er in den Zweig B (Branch B) als Beamter 2. Ranges (Grade 2 Officer) des auswärtigen Dienstes aufgerückt.
Zum 25. November 1950 wurde O’Donoghue zum Beamten 1. Ranges befördert und als Assistent in der Personalabteilung des Foreign Office in London bestallt. Am 1. Oktober 1953 wurde er zum Beamten im Höheren Dienst (Senior Branch) des Auswärtigen Dienstes befördert und am 16. Oktober 1953 als britischer Generalkonsul in Philadelphia eingesetzt.
Am 7. Dezember 1956 ging er in den Ruhestand.

## Familie
O’Donoghue war seit 1925 mit Mary Carmela Burrell verheiratet, mit der er 2 Söhne und eine Tochter hatte.